# Curt Bley
Curt Hermann Otto Bley (* 19. April 1910 in Wittenberg; † 4. Februar 1961 in Bonn) war ein deutscher Widerstandskämpfer gegen den Nationalsozialismus. Er war Mitbegründer des Roten Stoßtrupps.

## Leben
Curt Bley wurde als Sohn des Postbeamten Hermann Otto Bley und dessen Ehefrau Minna Frieda in Wittenberg geboren und wuchs dort auf. Nachdem er zunächst für kurze Zeit dem Stahlhelm, Bund der Frontsoldaten angehörte, wechselte er als Student der Rechtswissenschaften ins sozialistische Lager. Er gehörte der SPD und dem Reichsbanner Schwarz-Rot-Gold an. Außerdem engagierte er sich als Vorsitzender im Verband der Republikanischen Studenten sowie im Sozialistischen Studentenbund Heidelbergs. Er studierte Rechtswissenschaften an der Universität Erlangen-Nürnberg. Während dieser Zeit war er auch weiterhin journalistisch tätig, zunächst für die Neuen Blätter für den Sozialismus. 1932 war er einer der Mitbegründer des Roten Stoßtrupps und schrieb für deren gleichnamige Zeitung. Leiter der Widerstandsgruppe war Rudolf Küstermeier.
1933 pausierte er, um sein Staatsexamen zu beenden. Sein Referendariat sowie seine Assessorprüfung legte er am Kammergericht Berlin ab. Ab 1934 baute er einen Hilfsdienst für die Gefangenen des Roten Stoßtrupps auf und akquirierte Geld auch aus dem Ausland. Im Folgejahr legte er seine Dissertation zu Fragen des Rundfunkrechtes an der Universität Erlangen-Nürnberg vor und wurde zum Dr. jur. promoviert. Ab 1937 war er wieder aktives Mitglied der zwischenzeitlich verbotenen Gruppierung. 1939 nahm er mit dem Britischen Oberhaus Kontakt auf und warnte diese vor den Kriegsplänen Hitlers. Seine Reise durch Großbritannien musste er auf Grund des Beginns des Zweiten Weltkriegs frühzeitig beenden. Noch im Sommer 1939 hatte er sein Assessorexamen abgelegt.
In den Kriegsjahren war er zunächst in der Rechtsabteilung der Schering AG beschäftigt, anschließend kam er durch Vermittlung von Adam von Trott zu Solz im Auswärtigen Amt unter. Dort arbeitete er zunächst als Hilfsarbeiter in Rom, anschließend in Kopenhagen. Er wurde nicht verbeamtet, da er nicht der NSDAP beigetreten war. 1943 wurde er zusammen mit Werner von Trott zu Solz verhaftet, weil er angeblich Kontakte zur Bekennenden Kirche unterhielt, kurz darauf aber wieder freigelassen.
Im Mai 1943 meldete er sich zum Militärdienst. Zwei Monate vor Ende des Dritten Reichs wurde er schwer verwundet. Nach dem Kriegsende war er in Hamburg Hauptschriftleiter der Welt. In dieser Funktion vertrat er Rudolf Küstermeier. Später arbeitete er als Rechtsanwalt am Hanseatischen Oberlandesgericht Bremen. 1955 leitete die SPD ein Parteiausschlussverfahren gegen ihn ein, dem er jedoch durch Parteiaustritt zuvor kam.
Am 4. Februar 1961 starb Bley in Bonn nach schwerer Krankheit.

## Publikationen
- Über die Grundlagen des Rundfunkrechtes, Diss. an der Friedrich-Alexander-Universität Erlangen-Nürnberg, Industrieverlag Spaeth & Linde Berlin 1935;
- Geheimnis Radar: Eine Geschichte der wissenschaftlichen Kriegsführung. Rowohlt Rotations Roman, Rowohlt Verlag Hamburg 1949;
- Tatsachen über Kredit und Kreditmißbrauch: Anregungen an den Gesetzgeber; Schriftenreihe des Arbeitskreises für Absatzfragen, Carl Heymann Verlag Köln 1954